# インテロバング

インテロバング（書体はパラティーノ）

インテロバング（interrobang）とは、英語などの表記に使われる約物の一つ。疑問符「?」と感嘆符「!」を縦に重ね合わせた文字であり、両方の意味を兼ね備える。すなわち、文法的に疑問符の置かれるべきところに代わりに置かれ、感嘆、強調、驚愕、大声などを重ね表す。
この記号は1962年に米国人マーチン・K・スペクターが考案した。名称は、疑問を表すラテン語interrogationと、感嘆符を表す俗語bangを合成したものである。
意味と用法は疑問符感嘆符「?!」(<?>+<!>)・「⁈」(U+2048)や感嘆符疑問符「!?」(<!>+<?>)・「⁉」(U+2049)とほぼ同じである。
スペイン語などでは逆疑問符「¿」と逆感嘆符「¡」を重ね合わせたinverted interrobang、⸘と対で囲んで使用することもある。この記号は"interrobang"を反対に綴り、gnaborretniと呼ばれることもある。

## 用例

### 英語
- How much did you spend on those shoes‽ —— いったいこの靴、いくらしたの!?
- You're going out with Marika‽ —— マリカとつきあっているの!?
- You travelled to Paris on a submarine‽ —— 潜水艦でパリまで行ったの!?

### スペイン語
- ⸘Es verdad que eres una chica‽ —— お前女の子って本当?!

## 符号位置
| 記号 | Unicode | JIS X 0213 | 文字参照          | 名称                 |
| ---- | ------- | ---------- | ----------------- | -------------------- |
| ‽    | U+203D  | -          | &#x203D; &#8253;  | INTERROBANG          |
| ⸘    | U+2E18  | -          | &#x2E18; &#11800; | INVERTED INTERROBANG |